# Dave Marsh
Dave Marsh (Detroit, 1950. március 1. –) amerikai zenekritikus. Társalapítója volt Detroitban a Creem magazinnak, később pedig a Rolling Stone, a Newsday és a Village Voice munkatársa volt. 1985 és 2002 között a Playboyban írt zenekritikákat. Újságírói munkája mellett könyveket is ír, eddig több mint húsz kötete jelent meg, és szerkesztője volt a Rolling Stone Album Guide különböző kiadásainak. Íróként legfőképpen Bruce Springsteen életrajzírójaként ismert, az első róla írt könyve, az 1979-es Born to Run bestseller lett. A punk kifejezést Marsh használta először a Creem lapjain a ? and the Mysterians együttes jellemzésére.

## Könyvei
- Born to Run: The Bruce Springsteen Story. Doubleday (1979)
- The Book of Rock Lists. Dell (1980)
- Elvis. Times Books (1982)
- Rocktopicon: Unlikely questions and their surprising answers. Contemporary (1982)
- Before I Get Old: The Story of the Who. St. Martin's Press (1983)
- Fortunate Son. Random House (1983)
- The First Rock and Roll Confidential Report: Inside the Real World of Rock and Roll. Compilation (1984)
- Sun City: The Making of the Record. Penguin (1985)
- Trapped: Michael Jackson and the Crossover Dream. Bantam (1986)
- Glory Days: Bruce Springsteen in the 1980s. Doubleday (1987)
- The Heart of Rock & Soul: The 1001 Greatest Singles Ever Made. NAL (1989)
- Heaven Is Under Our Feet: A Book for Walden Woods. Longmeadow Press (1991)
- 50 Ways to Fight Censorship: And Important Facts to Know About the Censors. Thunder's Mouth Press (1991)
- Louie Louie: The History and Mythology of the World's Most Famous Rock'n'Roll song; Including the Full Details of Its Torture and Persecution at the Hands of the Kingsmen, J. Edgar Hoover's F.B.I., and a Cast of Millions; and Introducing, for the First Time Anywhere, the Actual Dirty Lyrics. Hyperion (1992)
- Merry Christmas Baby: Holiday Music from Bing to Sting. Little Brown (1992)
- Pastures of Plenty: A Self-Portrait. Perennial (1992)
- The New Book of Rock Lists. Fireside (1994)
- Mid-Life Confidential: The Rock Bottom Remainders Tour America with Three Chords and an Attitude. Viking (1994)
- Sam and Dave. Harper Perennial (1998)
- Sly and the Family Stone: An Oral History. Quill (1998)
- George Clinton & P-Funkadelic. Harper Perennial (1998)
- Bruce Springsteen: Two Hearts : The Definitive Biography, 1972-2003. Routledge (2003)
- Forever Young: Photographs of Bob Dylan. Da Capo Press (2005)
- Bruce Springsteen on Tour : 1968-2005. Bloomsbury USA (2006)
- The Beatles' Second Album. Rodale Books (2007)